# Jacques Duez
Pour les articles homonymes, voir Duez.
Ne doit pas être confondu avec Jacques Duèze, devenu pape sous le nom de Jean XXII.
Jacques Duez est un pédagogue et vidéaste belge francophone né en 1943 et mort le 1er février 2010.
Il a réalisé, comme enseignant, des documents pédagogiques en vidéo.

## Biographie
Instituteur de formation, pendant trente ans, Jacques Duez a donné des cours de morale laïque dans l’enseignement fondamental et en secondaires, dans la région du Centre (La Louvière). Il filme les échanges qu’il a avec ses élèves sur les sujets les plus variés : l’hypocrisie et l’amour, l’homme et son milieu, Dieu et la religion et fait ensuite circuler ces images entre les différentes classes où il enseigne.
Jacques Duez a réalisé La Belgique dans tous ses états dans le cadre d'une collaboration entre la RTBF et le VAF (Vlaamse Audiovisueel Fonds). Jacques Duez y interroge des enfants des trois communautés linguistiques belges sur leurs représentations de la Belgique.
À la suite de sa mort, la réalisatrice Hadja Lahbib réalise en son hommage une émission de Quai des Belges sur Arte Belgique et La Deux,.

## Vie privée
Jacques Duez a été le compagnon de la poétesse Madeleine Biefnot, égérie des surréalistes louvièrois. Elle l'emmène à Tourtrès (Lot-et-Garonne) au moulin à vent du poète Armel Guerne, qu'elle visitait déjà avec son ancien compagnon Franz Moreau.